# Pavel Kukal
Pavel Kukal (* 17. února 1961, Praha) je český básník, prozaik a vinař.

## Život
Pavel Kukal je český básník, spisovatel a vinař. Narodil se 17. února 1961 v Praze. Studoval Střední zahradnickou a vinařskou školu v Mělníku. O vinařství a zahradnictví napsal také odborné články. Je autorem poezie a próz. Svá první díla vydal vlastním nákladem. S básníkem Romanem Szpukem a básnířkou Květou Brožovou založil literární Skupinu XXVI. Spolupracoval s mělnickým Literárním klubem Pegas. Sám o sobě říká, že Mělník je místem jeho básnického probuzení. Žije v Praze a v letech 2007–2011 též v Tanvaldu. Zúčastňuje se autorských čtení. Publikuje zejména ve sbornících, v časopisech a novinách: např. Tvar, Lidové noviny, Mělnicko a v Knižním klubu.V periodikách vydal i kratší historické prózy. Jeho manželkou byla spisovatelka, organizátorka akcí na pražské literární scéně a knihovnice Zora Šimůnková.

## Dílo
- Řeky. Básnická sbírka. 1986
- Divoký kmín. Vyd. 1. Praha: Protis 1995. 52 s.
- Hlasy odjinud.: verše z let 1993–1994. Praha: Pavel Kukal: Protis 1998. 50 s. il.
- Než se rozední, aneb Knížka pro zamilované . Vyd. 1. Dobřejovice: Alfa-Omega, 2000. 25 s.3 l. obr. příl. ISBN 80-86318-06-0
- Oblékání ticha: verše z let 1995-1997. Vyd.1. Praha: Protis 2004. 53 s. ISBN 80-85940-61-2
- Vinařův kalendář. Básnický cyklus. Praha: Protis 2004
- Ohniště: verše z let 1997 – 2009. Partonym 2016, roč. 5. čís. 17/18, s. 77-78
- Verše o víně. Lidové noviny 2022, roč. 35. čís. 215, s. 20
- Romantik zapomenutý v čase: výbor z poutnické lyriky a jiných básní. 1. vydání. Praha: Petr Štengl, 2023. 114 stran. ISBN 978-80-88482-22-2
- Romantik zapomenutý v čase - Výbor z poutnické lyriky a jiných básní. B.m. Knižní klub . 2024.

### Účast v antologiích a sbornících
- Almanach Pant: Pant klub 1990–1995. Praha: Pant klub 1996

- Svému městu a kraji. Mělník: Městský úřad 1999
- Profily. Mělník: Pegas 2000. 8 s.
- Almanach jubilantů literárního klubu Pegas Mělník. Mělník: Literární klub Pegas 2006
- Básníci nad soutokem. Praha: PowerPoint 2012
- Ptáci z podzemí. Praha: Milan Hodek-Paper Jam 2013
- Pastýři noci. Praha: Milan Hodek 2014
- Nad střechami světlo : česko – německá antologie poezie a krátké prózy: Über der Dächerm das Licht: eine deutsche – tschechische Antologie mit Lyrik und Kurzproza. Praha: Dauphin, 2014. 333 s. ISBN 978-80-87688-35-9
- Rybáři odlivu. Hradec Králové: Milan Hodek-Paper Jam 2015
- Našlapování v podzimním listí : XVII Dny poezie Broumov 2018. Broumov: Věra Kopecká 2017. ISBN 978-80-88040-29-3
- Noc plná žen: almanach české poezie 2018. Hradec Králové: Milan Hodek-Paper Jam 2018

- Ohlédni se, nezkameníš. Almanach české poezie 2021. Vyd. 1. Praha: Milan Hodek – Paper Jam 2021. 226 s. ISBN 978-80-88372-15-8